# Roberta Cowell

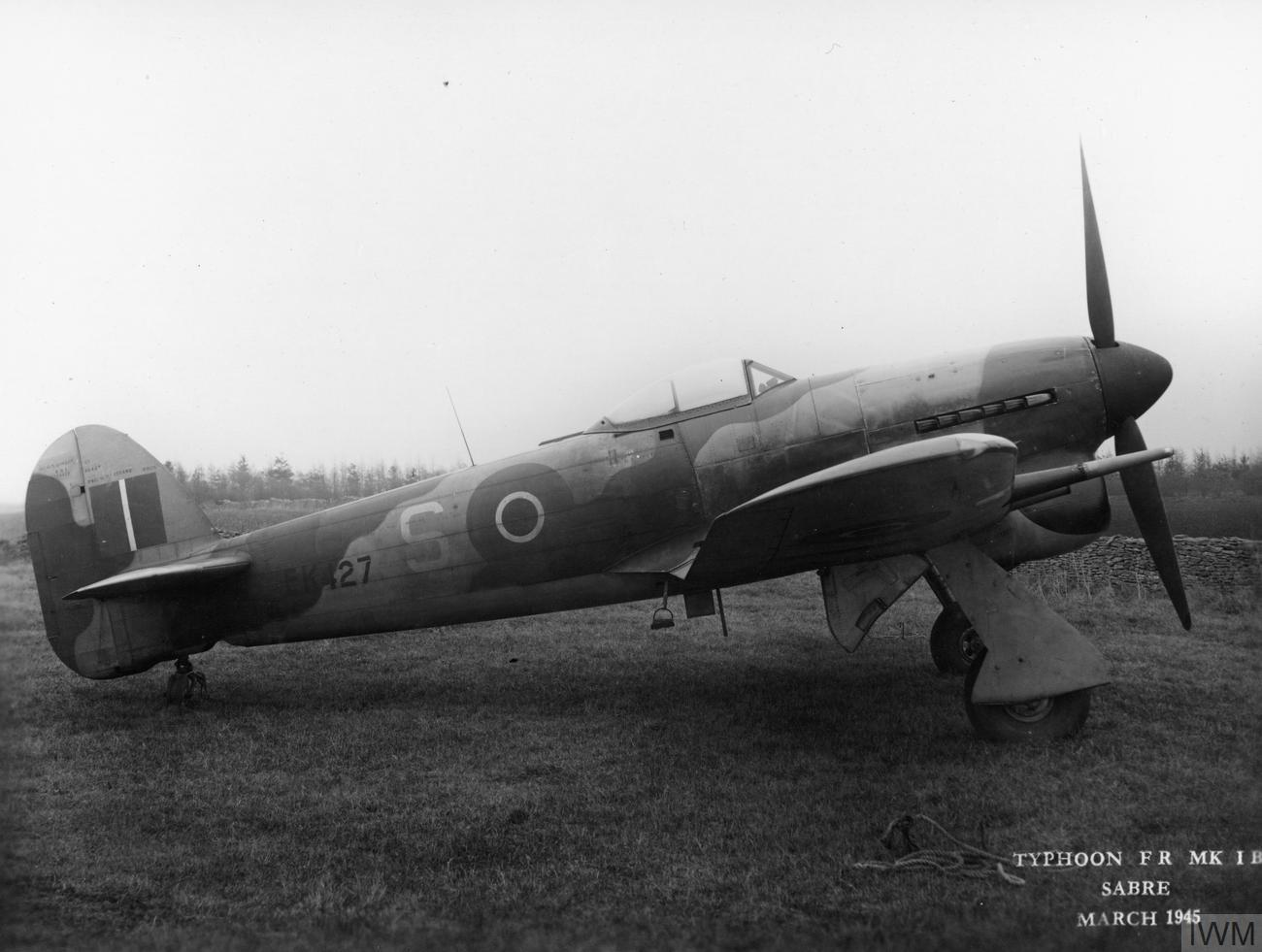
Hawker Typhoon FR IB numer EK427; maszyna używana przez 4 szwadron lotnictwa (marzec 1945)

Roberta Elizabeth Marshall Cowell (ur. 8 kwietnia 1918 w Croydon w Londynie, zm. 11 października 2011 w Hampton, tamże) – brytyjska pilotka RAF w trakcie II wojny światowej, kierowca wyścigowy oraz pierwsza transpłciowa kobieta, która przeszła operację korekty płci w Wielkiej Brytanii.

## Wczesne życie
Roberta Cowell, początkowo urodzona jako Robert Marshall Cowell, była jednym z trojga dzieci majora generała Sir Ernest Marshall Cowell’a (1886–1971) i Doroty Elizabeth Miller (1886–1962).
Roberta uczęszczała do szkoły Whitgift w dzielnicy Croydon, gdzie została aktywną uczestniczką szkolnego klubu samochodowego wraz z Johnem Cunningham’em. Pod koniec nauki w Whitgift Roberta zwiedziła Belgię, Austrię i Niemcy wraz ze szkolnym przyjacielem w celu spełnienia jej pasji do kinematografii. Przez krótki czas była aresztowana przez niemiecką policję ze względu na nagrywanie nazistowskich robotników. Nakazano jej zniszczenie materiału, jednak Roberta niezauważenie oddała władzom nieużyty film.
W wieku 16 lat Roberta przerwała naukę i przez krótki czas pracowała w General Aircraft Limited jako praktykantka inżynierii lotnictwa, a następnie dołączyła do Royal Air Force i 4 września 1936 została staryżystką, pilotką oficerką. Rozpoczęła trening na pilotkę, jednak wkrótce została zwolniona ze względu na chorobę powietrzną.
W 1936 Roberta rozpoczęła studia inżynierskie w University College London. Zaczęła ścigać się profesjonalnie samochodami, wygrywając na Land’s End Speed Trial w Riley. Początkowe doświadczenie zdobyła poprzez skradanie się do miejsca naprawy samochodów w Brooklands przebrana za mechanika i oferując wszystkim chętnym pomoc. Pod koniec 1939 Cowell posiadała trzy samochody oraz ścigała się w Grand Prix w Belgii.

## II wojna światowa
28 grudnia 1940 Roberta została wezwana do Royal Army Service Corps jako podporucznik i w czerwcu 1941 poślubiła Dianę Margaret Zelma Carpenter (1917–2006), którą spotkała w trakcie studiów. Cowell przez krótki czas została przeniesiona do Islandii, a następnie dołączyła ponownie do RAF jako pilot.
Z początku operowała spitfire’a na linii frontu i przez krótki czas jako instruktor pilotów. Od czerwca 1944 Roberta była częścią 4. dywizjonu RAF, który zajmował się powietrznym rekonesansem. W październiku tego roku jej dywizjon został przeniesiony do Antwerp, a spitfire’y zamieniono na samoloty myśliwskie Hawker Typhoon.
18 listopada 1944 samolot Roberty został postrzelony, na skutek czego jej silnik przestał działać. Cowell zdołała wylądować bezpiecznie i zawiadomić swojego kompana przed przybyciem żołnierzy niemieckich. Pilotka od razu próbowała dwukrotnie uciec, ale zaskutkowało to przeniesieniem jej głębiej w państwo niemieckie. Roberta spędziła kilka tygodni przepytywana odosobnieniu, a następnie przeniesiono ją do obozu jenieckiego Stalag Luft I.
Cowell pozostała więźniem na następne 5 miesięcy. Spędziła ten czas, prowadząc lekcje z motoryzacji. W swojej biografii opisała zachowania seksualne wykazywane przez niektórych więźniów obozu i jej dyskomfort związany z sytuacją. Oferowano jej rolę kobiety w teatrze jenieckim, ale odmówiła ze względu na strach bycia postrzeganą jako homoseksualistka.
Około kwietnia 1945 Armia Czerwona zbliżała się do terenów obozu. Na początku niemiecki plan zakładał ewakuację, ale więźniowie zaprotestowali przeciwko przeprowadzce. Negocjacje pomiędzy dowodzącym amerykańskim oficerem i Komendantem obozu, strażnicy opuścili swoje stanowisko i nocą 30 kwietnia 1945. Dwa tygodnie później, pomiędzy 12 i 14 maja, więźniowie brytyjscy zostali przetransportowani z powrotem do ojczyzny przez samolot United States Army Air Forces.

## Życie powojenne i diagnoza
Po demobilizacji aż do 1946 podejmowała się wielu zajęć. Stworzyła zespół wyścigowy, który uczestniczył w zawodach i konkursach w całej europie, w tym Brighton Speed Trials i Grand Prix na Rouen-Les-Essarts.
Jednak jej autobiografia opisuje je jako czasy załamania nerwowego Cowell. Chorowała na PTSD związany z przeżyciem wojny. Doświadczyła traumatycznego wspomnienia oglądając film Mine Own Executioner, w którym główny bohater zostaje zestrzelony przez działo przeciwlotnicze lecąc Spitfirem.
W 1948 Cowell przebywała w separacji ze swoją żoną. Cierpiała na depresję, szukała pomocy u najlepszego freudowskiego psychiatry tamtych czasów, jednak była nieusatysfakcjonowana pomocą, jaką zaoferował. Sesje z kolejnym specjalistą, opisanym w jej biografii jako Szkot z mniej ortodoksyjnym podejściem do swojej profesji, stopniowo ujawniały, że jak pisała, „nieświadomie byłam kobietą” i „moja kobieca strona, która całe moje życie była brutalnie tłumiona, była we mnie o wiele bardziej zakorzeniona niż myślałam”.

### Operacja korekty płci
Od 1950 Cowell brała duże ilości estrogenu, jednak nadal żyła jako mężczyzna. Po przeczytaniu autografii Michaella Dillona z 1946 pt. Self: A Study in Endocrinology and Ethics postanowiła go odszukać. Dillon był brytyjskim fizykiem i pierwszym transmężczyzną, który poddał się falloplastyce. Praca zakładała, że każdy powinien mieć prawo do korekty płci, aby żyć w ciele, którego naprawdę pragnie. Dillon zgodził się przeprowadzić orchidektomię u Cowell. Ważne było wykonanie zabiegu w tajemnicy, gdyż w Wielkiej Brytanii był nielegalny i żaden chirurg nie zgodziłby się otwarcie przeprowadzić operacji.
Następnie Roberta udała się do prywatnego ginekologa na Harley Street, gdzie uzyskała dokument mówiący o tym, że jest osobą interpłciową. Umożliwiło to wprowadzenie zmian w jej akcie urodzenia, gdzie wpisano jej płeć kobiecą. 15 maja 1951 wykonano u niej waginoplastykę. Zabieg przeprowadził doktor Harold Gillies, znany jako ojciec chirurgii plastycznej, przy asyście amerykańskiego chirurga Ralpha Millarda. Gilles operował Michaela Dillona, lecz waginoplastyka był nową procedurą, dotąd przetestowaną jedynie na zwłokach.

#### Życie po operacji
W 1954 jej oba przedsięwzięcia, firma inżynierska zajmująca się tworzeniem aut wyścigowych (Leacroft of Egham) i marka odzieżowa, zostały zamknięte. Tranzycja płciowa uniemożliwiła jej dalsze uczestniczenie w wyścigach Grand Prix. W marcu 1954 wiadomość o jej tranzycji obiegła światowe media. W Wielkiej Brytanii jej historia została opublikowana w magazynie Picture Post, za co Cowell otrzymała 8000 funtów (odpowiednik 220,000 funtów w 2019 roku, biorąc pod uwagę inflację). Niedługo została jej autobiografia, na czym zarobiła 1500 funtów (41,400 funtów w 2019).
Nadal zmagała się z problemami finansowymi, ponieważ było jej trudno znaleźć zatrudnienie. W późniejszych latach wycofywała się życia publicznego, jednak nadal aktywnie brała udział w wyścigach samochodowych w Wielkiej Brytanii. Kontynuowała latanie samolotem i przelatała ponad 1600 godzin jako pilot.

## Ostatnie lata życia i śmierć
Ostatnie 21 lat swojego życia spędziła samotnie w jednym z mieszkań chronionych w londyńskim Hampton. Przeprowadziła się tam w 1990, po śmierci przyjaciółki Lisy, z którą dotychczas mieszkała. Przez sąsiadów wspominana była jako zamknięta osoba szanująca prywatność. Roberta, nie zapominając o swojej pasji z przeszłości, pomimo swojej słabej sytuacji finansowej, zawsze miała spore, drogie auto. Zmarła w wieku 93 lat. Na jej pogrzebie, który na jej prośbę był prywatną uroczystością, pojawiło się 6 osób. Informacja o jej śmierci w mediach pojawiła się 2 lata później, w październiku 2013, za sprawą artykułu w brytyjskim Independent.